# 御岳そば
御岳蕎麦（みたけそば）は山梨県昇仙峡で食べられる蕎麦である。「御獄」は御獄昇仙峡を意味する。

## 概要
江戸時代の甲府勤番士である野田成方の著した甲斐国の地誌『裏見寒話』（うらみかんわ）では「御岳そば」や「鼠大根」について次のように記されている。
「御岳の大根、形は鼠のごとし、蕎麦の辛味に用ゆ」
「太蕎麦・御岳の名物にして至りて太し、さらがらつなぎに小麦粉杯いれざる故に、風味賞すべし」
現代では、「御岳そば保存会」のメンバーが研究を重ね、御岳そばを復活させた。粗びきと普通の2種類の粗さの蕎麦粉を半分ずつ使っている。御岳そばの一番の特徴は、薬味に辛みの強い「ねずみ大根」を合わせること。御獄昇仙峡は現在では観光地化されているため、長瀞橋付近には観光食として御岳そばを扱う店舗が分布している。